# Galium caspicum
Galium caspicum är en måreväxtart som beskrevs av Christian von Steven. Galium caspicum ingår i släktet måror, och familjen måreväxter. Inga underarter finns listade i Catalogue of Life.